# Козел, Кристина Петровна
Кристина Петровна Ко́зел (бел. Крысціна Пятроўна Ко́зел; род. 7 февраля 1984, д. Снов, Несвижский район, Минская область, БССР, СССР) — белорусская телеведущая, блогер, автор первой интернет-программы про футбол, которая вышла и в телеэфире. Первая женщина-автор и ведущая спортивной футбольной программы на белорусском телевидении «Козел про футбол», названной по фамилии автора.

## Биография
Родилась 7 февраля 1984 года в д. Снов Несвижского района Минской области. Отец — Козел Петр Николаевич, работник культуры, режиссёр; мать — Гацкевич Надежда Иосифовна, работник агрокомбината «Снов». Именно отец с детства знакомил Кристину с футболом и привил ей особое отношение и любовь к этому виду спорта. Училась в Сновской средней школе, которую окончила с золотой медалью. Входит в число лучших выпускников школы. Закончила Сновскую музыкальную школу по классу фортепиано. Получила 3 высших образования по специальностям — « Мировая экономика и международные экономические отношения» в БНТУ, «Государственное управление и право» (трудовые отношения в сфере спорта) в Академии управления при Президенте Республики и «Спортивная журналистика» в БГУ.

## Карьера
Начала журналистскую карьеру с работы корреспондентом в газете «Всё о футболе». Изначально специализировалась на юношеских сборных, затем делала отчеты с еврокубковых матчей, материалы с игр национальной сборной, интервью с известными футболистами. В 2012 году прошла кастинг телеведущих в Национальной государственной телерадиокомпании. Прошла стажировку в Дирекции спортивных новостей, после чего с сентября 2012 года приступила к работе в филиале Белтелерадиокомпании «Интернет-ТВ», где с марта 2013 года стала в интернет-формате выходить авторская программа «Козел про футбол», где Кристина Козел была ещё и ведущей.
С 2013 года работает в Дирекции интернет-новостей Агентства телевизионных новостей Национальной государственной телерадиокомпании. Авторская программа про белорусский футбол — «Козел про футбол» — стала также выходить в телеэфире еженедельно на телеканале «Беларусь 5», сохранив за собой и интернет-формат. Программа стала первой в истории белорусского телевидения, которая шагнула из интернет-пространства в телевизионное. На протяжении всех 6 сезонов Кристина Козел оставалась неизменной ведущей и автором программы. Это единственная спортивная программа на белорусском телевидении, в которой рассказывается исключительно о футболе.
В июне 2019 года Кристина Козел запустила ещё одни авторский интернет-проект — «Футболка». Выпуски выходят на одноимённом youtube-канале в формате интервью. Гостями первого сезона стали такие известные люди футбольного мира как Игорь Шитов, Ян Тигорев, Алексей Бага, Иван Маевский, Егор Филипенко, Петр Качуро, Сергей Гуренко и др.

## Личная жизнь
Замужем за белорусским футболистом, игроком белорусской национальной сборной по футболу и борисовского клуба БАТЭ Евгением Яблонским. Дочь Вера.